# Misopates
Misopates és un gènere de plantes amb flors de la família de les plantaginàcies, encara que tradicionalment havia estat classificada dins de les escrofulariàcies. En català se'ls sol anomenar gossets.
La majoria de les prop d'una desena d'espècies que conté es distribueixen des de la regió Macaronèsica, al voltant del Mediterrani, incloent Àfrica del Nord i passant per l'Orient pròxim, arribant fins a l'Himàlaia, en el cas de Misopates orontium que n'és l'espècie més comuna i més estesa.
Als Països Catalans hi viuen dos o tres tàxons de plantes anuals  que alguns autors consideren subespècies d'Antirrhinum orontium (un sinònim de Misopates orontium) i d'altres pensen que són tres espècies independents:
- Misopates calycinum (Vent.) Rothm.(1956): SW de la península Ibèrica. Citada com a dubtosa a la Flora dels Països Catalans però inexistent segons Flora Ibèrica.
- Misopates microcarpum (Pomel)(1988): SE de la p. Ibèrica (Alacant i València)
- Misopates  orontium (L.) Raf. (1840): comuna a tota la p.Ibèrica i Balears.

Tradicionalment els gossets havien estat inclosos a la família de les escrofulariàcies, però els estudis moleculars i genètics duts a terme pel Grup per a la filogènia de les angiospermes van trobar major afinitat i parentiu amb les plantaginàcies.

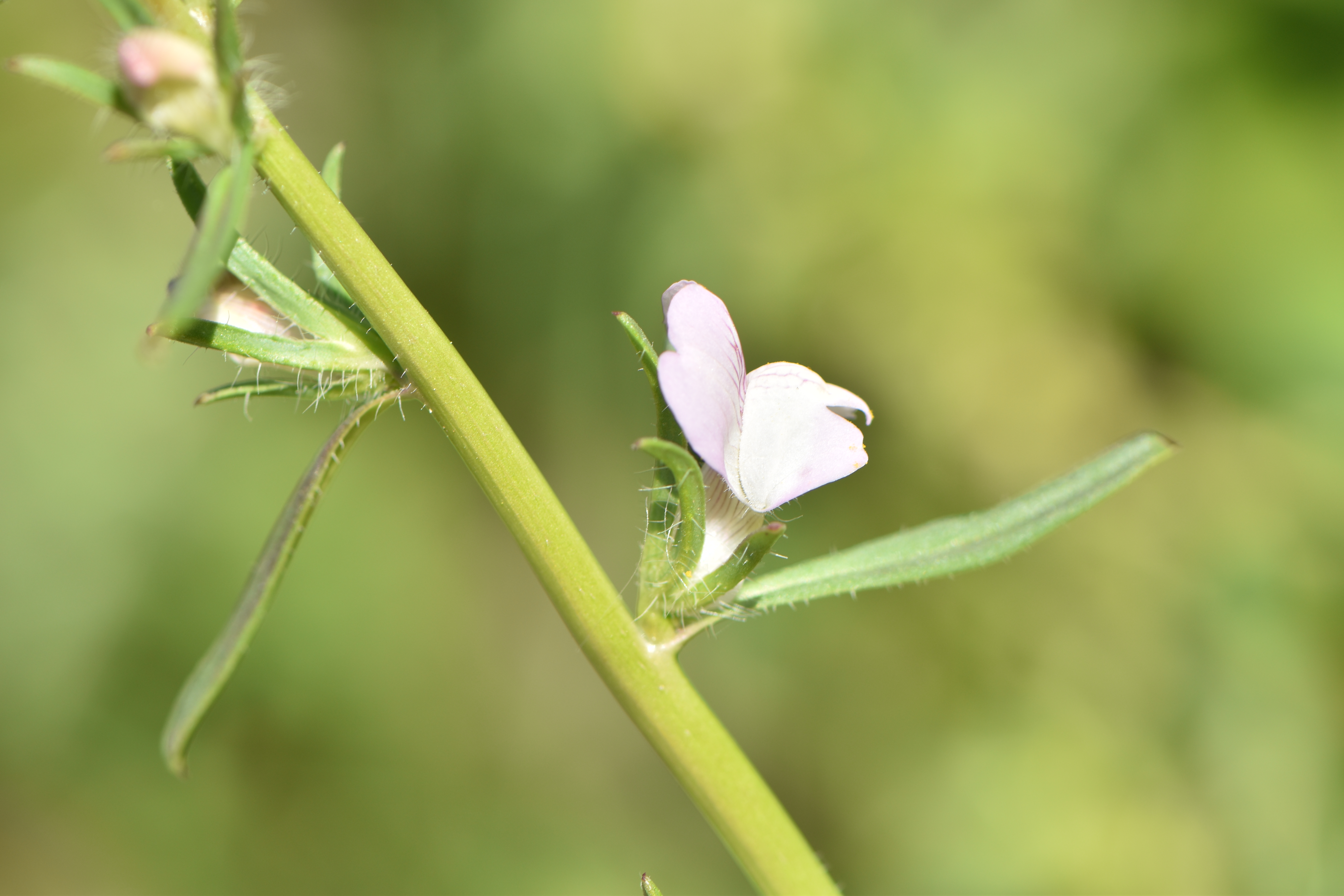
M.calycinum, amb flors blanques i calze més curt que la corol·la.
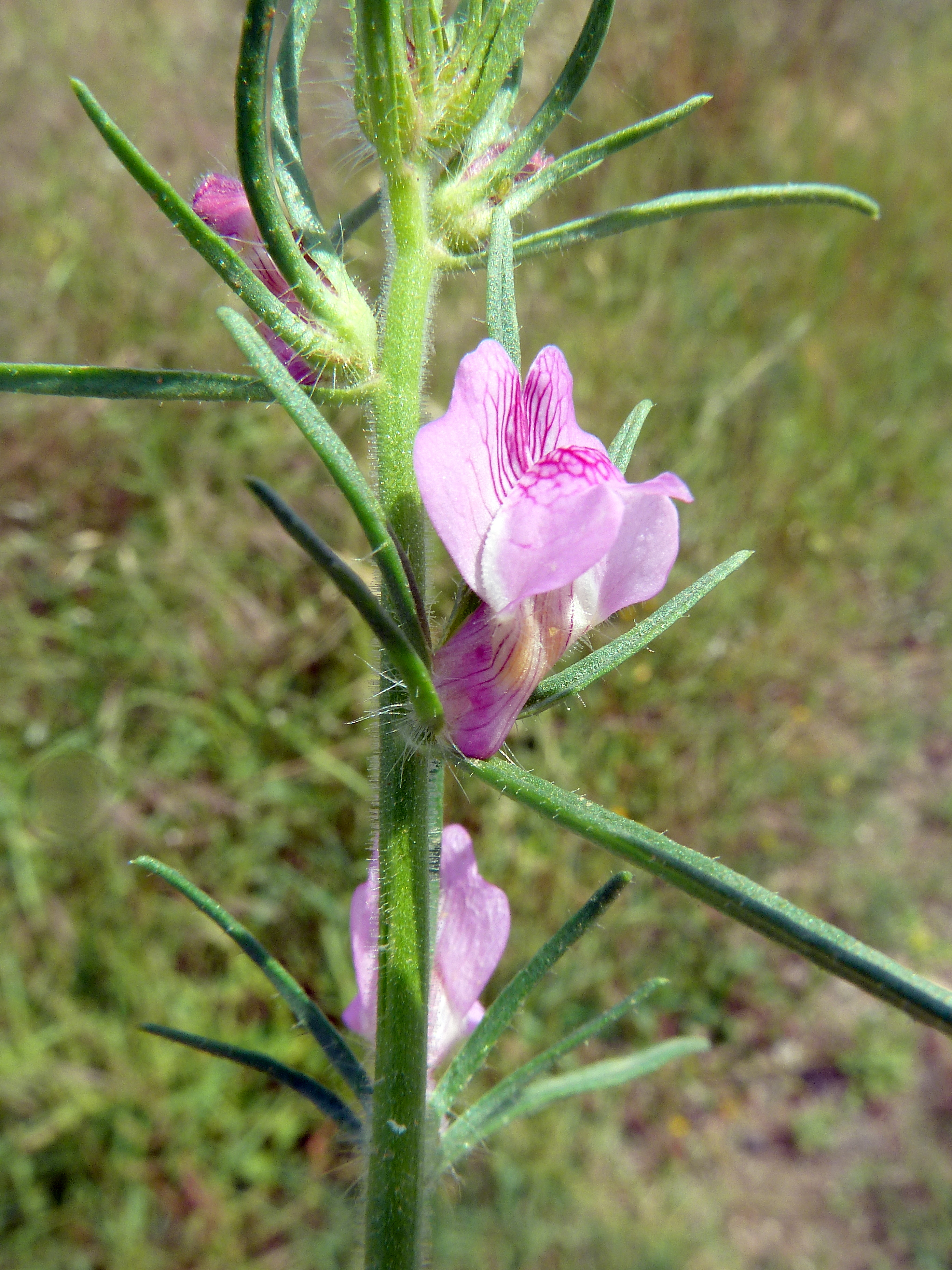
M.orontium, amb flors rosàcies i calze més llarg que la corol·la.